# Batalla del Cap Bon (1941)
|  | Per a altres significats, vegeu «Batalla del Cap Bon». |

La batalla del Cap Bon tingué lloc el 13 de desembre de 1941 durant la Segona Guerra Mundial, entre dos creuers lleugers italians i una flotilla de destructors al Cap Bon, a Tunísia. La pèrdua dels dos creuers va ser un seriós problema per a la Regia Marina.

## Fons

### Regia Marina
Quan Itàlia va declarar la guerra el juny de 1940, la Regia Marina era una de les marines més grans del món, però estava restringida a les operacions a la Mediterrània. L'Imperi Britànic posseïa prou recursos i poder naval per mantenir una forta presència a la zona i substituir la majoria de les pèrdues redistribuint vaixells. Això va provocar la precaució del comandament italià i una tendència a evitar el conflicte. El control de la Mediterrània va ser disputat per la Regia Marina, la Royal Navy i els seus aliats. El mar era vital per al subministrament de les forces italianes i alemanyes al nord d'Àfrica, així com per al manteniment de Malta com a base ofensiva britànica. Sense Malta, hauria estat molt més difícil per als britànics interceptar els combois de subministrament italians.

### Intel·ligència de senyals
La possessió de radars i la ruptura dels codis italians, en particular la màquina de xifratge C38 m utilitzada per la Regia Marina, van contribuir encara més a l'èxit britànic. El novembre de 1941, el subministrament de les forces de l'Eix a Líbia des d'Itàlia havia estat interromput per la Força K des de Malta, que havia destruït diversos combois italians, sobretot a la batalla del comboi Duisburg i la pèrdua de gairebé el 70 per cent dels subministraments enviats a Líbia, inclòs el 92 per cent del combustible. La Força K i els vaixells d'Alexandria, van interceptar un comboi de l'Eix format pels transports alemanys Maritza (2.910  TRB ) i Procida (1.843 TRB), escortats per les torpedineres italianes Lupo i Cassiopea, que navegaven des de Grècia fins a Bengasi el 24 de novembre. El comboi es trobava a uns 190 km (120 milles) a l'oest de Creta quan els vaixells mercants van ser enfonsats pels creuers britànics HMS Aurora i Penelope i els destructors HMS Lance i Lively, els vaixells torpediners que s'enlairaven una vegada que estava segur que els vaixells estaven condemnats. La pèrdua de les càrregues va fer que el comandament alemany informés que la situació del combustible de la Luftwaffe al nord d'Àfrica es convertís en desesperada.

### Combois de l'Eix
Les forces italianes i alemanyes al nord d'Àfrica, enfrontades a l'operació Crusader, una nova ofensiva britànica, tenien una necessitat urgent de combustible i municions. La Supermarina (l'estat major naval de la Regia Marina ), a petició del Comando Supremo (comandament suprem de les forces armades italianes), va elaborar un pla d'emergència per traslladar els subministraments mitjançant vaixells de guerra. Els creuers lleugers Alberico da Barbiano i Alberto di Giussano de la 4a Divisió de Creuers (ammiraglio di divisione [almirall de divisió] Antonio Toscano) eren ràpids i massa lleugerament blindats per treballar amb la flota de batalla i van ser seleccionats per a aquest paper.

### El Da Barbiano i el Di Giussano

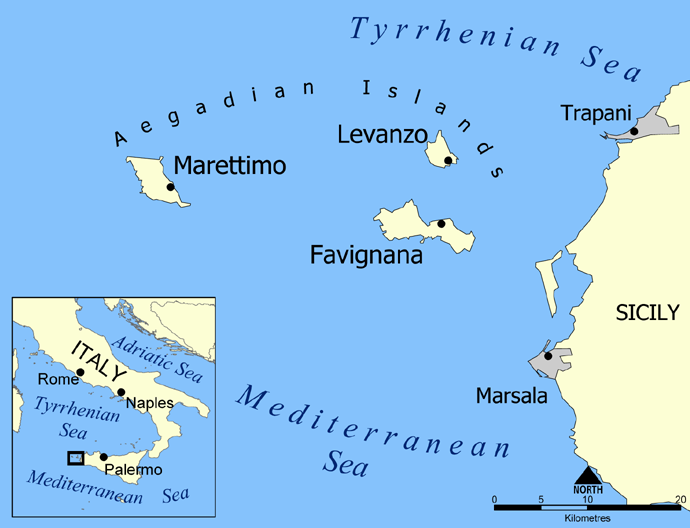
Marettimo a les illes Egades, a l'oest de Sicília

El Da Barbiano (vaixell insígnia) i el Di Giussano van salpar de Tàrent a les 8:15 del 5 de desembre de 1941, van arribar a Bríndisi a les 17:50, van carregar unes 49 tones llargues (50 t) de subministraments, després van dirigir-se cap a Palerm el 8 de desembre, on van carregar altres 22 tones llargues (22 t) de combustible d'aviació per alleujar una `possible mancança de combustible d'aviació, i que sense el qual els avions serien incapaços d'escortar els combois de subministrament. El combustible, contingut en barrils no segellats, es va col·locar a la coberta de popa , creant un greu risc d'incendi per trets britànics i per la descàrrega dels canons dels vaixells, impedint l'ús de les torretes de popa tret que el combustible fos llençat. Els dos creuers van sortir de Palerm a les 17:20 del 9 de desembre, en direcció a Trípoli. A les 22:56, quan al nord de Pantelleria, van ser detectats per un avió de reconeixement britànic, que havia estat dirigit a la zona per interceptacions d'Ultra i els va fer ombra. A les 23:55, Toscano (que es trobava al mig del canal de Sicília) va decidir tornar a la base perquè la sorpresa s'havia perdut, gran part del trànsit de ràdio britànic presagiava un atac aeri i l'empitjorament de les condicions del mar retardaria els vaixells, exposant-los encara més als atacs britànics. El Da Barbiano i el Di Giussano van arribar a Palerm a les 8:20 del 10 de desembre, després de superar un atac aeri britànic a Marettimo. Toscano va ser molt criticat per la Supermarina per la seva decisió d'avortar la missió.

## Preludi

### Preparacions italianes

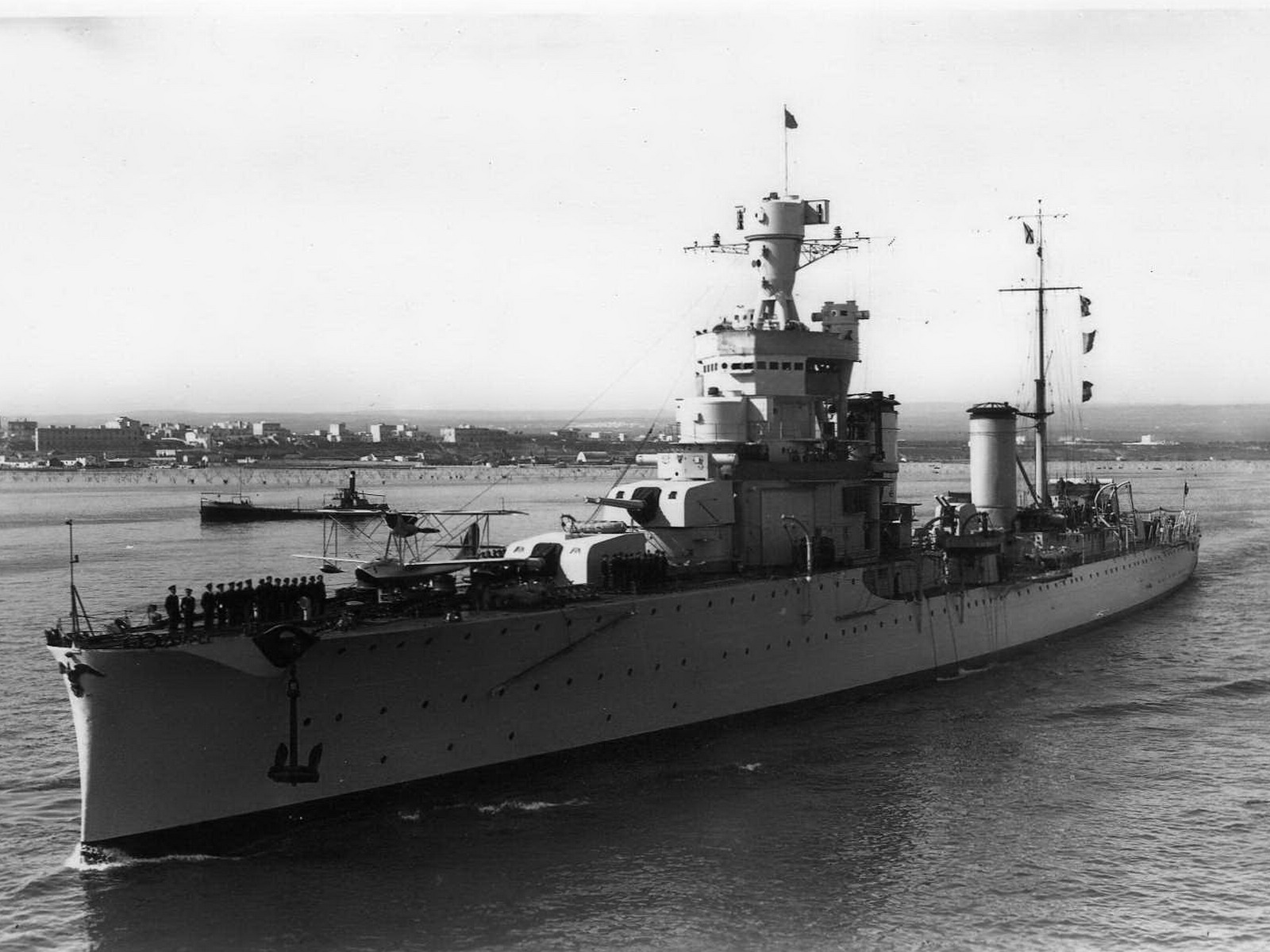
El creuer Alberto di Guiussano

El comboi M. 41, estava previst per al 13 de desembre, però la cobertura aèria dels avions amb seu a Líbia seria impossible a menys que rebessin el combustible d'Itàlia. El 12 de desembre es va decidir que la 4a Divisió tornaria a intentar el viatge a Trípoli. El creuer Bande Nere s'havia d'unir al Da Barbiano i al Di Giussano per portar més subministraments, però una avaria li va impedir navegar i la càrrega va ser transferida als altres dos creuers. El Da Barbiano i el Di Giussano estaven carregats amb 98 tones llargues (100 t) de combustible d'aviació, 250 tones llargues (250 t) de gasolina, 590 tones llargues (600 t) de nafta, 890 tones llargues (900 t) d'aliment i 135 soldats de viatge a Trípoli. La popa del Da Barbiano (i en menor mesura, la del Di Giussano) estava plena de barrils de combustible, tan plena que no era possible travessar els canons; Toscano va celebrar una reunió informativa amb el seu estat major i els oficials d'ambdós vaixells, on es va decidir que, en cas de trobada amb vaixells enemics, els barrils es llançarien per la borda per permetre que els vaixells obrissin foc. El Da Barbiano , el Di Giussano i la seva única escorta, la torpedinera Cigno (una segona torpedinera, la Climene, va quedar al port a causa d'una avaria) va sortir de Palerm a les 18:10 del 12 de desembre. La 4a Divisió va rebre l'ordre de passar al nord-oest de les illes Ègades i després dirigir-se cap al cap Bon i seguir la costa tunisiana; els vaixells mantindrien una velocitat de 22-23 kn (41-43 km/h; 25-26 mph) per estalviar combustible i lliurar-lo a Trípoli. Es van planificar emboscades de cobertura aèria, reconeixement aeri i MAS defensius per salvaguardar el comboi.

### Els plans britànics

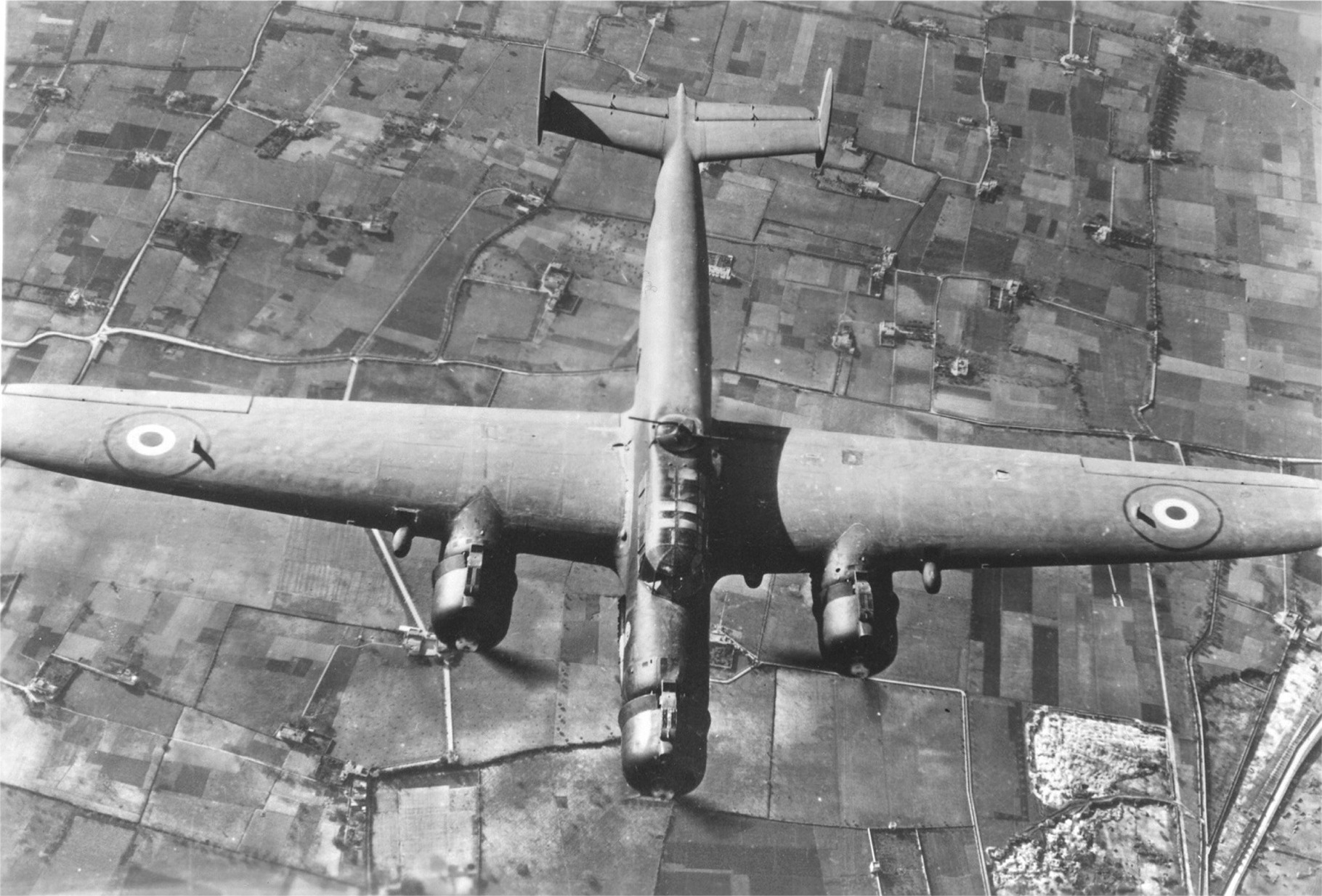
Un de CANT Z.1007

Quatre destructors de la 4a Flotilla de Destructors formada pels destructors HMS Sikh ( Comandant GH Stokes), Maori, Legion i el neerlandès Isaac Sweers, havien sortit de Gibraltar l'11 de desembre per unir-se a la flota mediterrània a Alexandria. El 8 de desembre, els britànics havien descodificat els senyals sense fils italians C-38 m sobre l'operació de subministrament italià i el seu rumb cap a Trípoli. La RAF va enviar un bombarder Wellington en una sortida de reconeixement per dissimular la font britànica i el 12 de desembre la 4a Flotilla de Destructors, dirigint-se cap a l'est cap als vaixells italians, va rebre l'ordre d'augmentar la velocitat a 30 kn (56 km/h; 35 mph) i interceptar els vaixells italians.
A la tarda del 12 de desembre, un CANT Z.1007 bis de la Regia Aeronautica va detectar els quatre destructors en direcció est a una velocitat estimada de 20 kn (37 km/h; 23 mph), a 60 milles (97 km) de l'Alger. La Supermarina va ser informat immediatament, però va calcular que, fins i tot en el cas que els destructors augmentessin la seva velocitat a 28 kn (52 km/h; 32 mph), no arribarien al cap Bon fins a les 03:00 del 13 de desembre, aproximadament una hora després de la 4a Divisió. A Toscano (que es va assabentar de l'avistament mentre encara era al port) no va rebre l'ordre d'augmentar la velocitat o canviar de rumb per evitar-los.
Després de les noves descodificacions Ultra, un nou avió de reconeixement va detectar els vaixells de Toscano al capvespre el 12 de desembre, després de la qual cosa es va ordenar a la 4a Flotilla de Destructors interceptar els dos creuers, augmentant la velocitat a 30 kn (56 km/h; 35 mph) . Aquesta velocitat, juntament amb un retard d'una hora que havia acumulat la 4a Divisió (i que Toscano va ometre informar a Supermarina), va frustrar els càlculs de Supermarina sobre l'avantatge que tindria la 4a Divisió. A les 22:23 Toscano va ser informat que possiblement es trobaria amb "vapors enemics procedents de Malta" i a les 23:15 va ordenar posicions de combat.

## La batalla

### 12/13 de desembre, nit
La 4a Flotilla de Destructors va albirar els creuers italians prop de Cap Bon, a les 02:30 del 13 de desembre. A les 2:45 del 13 de desembre, a set milles del cap Bon, els vaixells italians van sentir el soroll d'un avió britànic (un Vickers Wellington equipat amb radar , que va localitzar els vaixells i va informar a Stokes sobre la seva posició), i a les 3:15 van canviar el rumb a 157° per passar a una milla del cap Bon. Cinc minuts més tard, Toscano va ordenar de sobte avançar a tota velocitat i canviar el rumb a 337°, invertint el rumb; aquest canvi sobtat va interrompre la formació italiana, ja que ni el Cigno (que estava a unes dues milles per davant dels creuers) ni el Di Giussano (que seguia Da Barbiano en línia) van rebre l'ordre, i mentre el Di Giussano va veure el vaixell insígnia invertir el rumb i la va imitar (però va romandre desalineada), el Cigno no va notar el canvi fins a les 3:25, però també va revertir el rumb, però també va invertir molt el creuer.

### 13 de desembre, matí

Mapa que mostra el cap Bon (extrem dret)

Aleshores, els destructors de Stokes estaven just davant del cap Bon i havien vist els vaixells italians. Arribats de popa, a l'abric de la foscor i utilitzant el radar, els vaixells britànics van navegar a prop de la costa i van sorprendre els italians, que estaven més endins al mar, llançant torpedes a curt abast. La inversió de rumb va accelerar l'aproximació entre els dos grups i els destructors aliats van atacar junts; el Sikh va disparar els seus canons i quatre torpedes contra el Da Barbiano [a menys de 1.000 m (3.300 peus) de distància], el Legion va fer el mateix, l'Isaac Sweers va obrir foc contra el Di Giussano i el Maori van disparar sis torpedes contra el Di Giussano. Toscano va ordenar a tota velocitat i obrir foc (i va ordenar al Di Giussano que augmentés la velocitat a 30 kn (56 km/h; 35 mph). El Da Barbiano també va començar un gir cap a port (per ordres del capità Giorgio Rodocanacchi) però a les 3:22, abans que les seves armes poguessin disparar (només algunes metralladores van aconseguir disparar), va rebre l'impacte d'un torpede per sota la torre principal, la qual cosa va fer que s'inclinés a babord. El Da Barbiano va ser rebre foc de metralladora, que va matar o ferir molts homes i va incendiar els barrils de combustible i va ser colpejat per un segon torpede a la sala de màquines.
A les 3:26 el Maori va disparar dos torpedes al Da Barbiano i va obrir foc amb els seus canons, colpejant el pont. El creuer va ser colpejat poc després per un altre torpede a la popa (possiblement llançat pel Legion); el Di Giussano també va ser colpejat per un torpede i un tret, quedant inhabilitat. La terra darrere dels destructors aliats va fer impossible que els italians els poguessin veure'ls i el Di Giussano va aconseguir disparar només tres salves. En cinc minuts els dos creuers havien quedats desactivats; el Da Barbiano va inclinar-se ràpidament a babord, mentre que els incendis es van estendre ràpidament per tot el vaixell i al mar pel combustible flotant; la tripulació va abandonar el vaixell. A les 3:35, el Da Barbiano va bolcar i es va enfonsar en un mar de flames, amb Toscano, Rodocanacchi i altres 532 homes encara a bord. El Di Giussano va quedar mort a l'aigua amb focs encesos; la tripulació va lluitar per mantenir el vaixell a flotació però també va haver de ser abandonat, trencant-se en dos i enfonsant-se a les 4:20, amb la pèrdua de 283 homes.

## Conseqüències

### Anàlisi
La decisió de Toscano d'invertir el rumb mai s'ha explicat del tot i s'han suggerit diverses possibilitats. És possible que decidís tornar enrere després d'adonar-se que un avió l'havia vist, com va fer el 9 de desembre. Un rumb cap a les illes Ègades hauria tingut més sentit, en lloc del rumb cap al nord-oest ordenat per Toscano. El canvi de rumb es va ordenar més de 30 minuts després que els creuers haguessin estat detectats; potser Toscano volia enganyar l'avió de reconeixement sobre el seu rumb real, esperar que marxés i després girar de nou cap a Trípoli. Potser havia pensat, pel soroll dels avions, que venien torpediners i volia ficar-se en aigües més allunyades de la costa i dels camps de mines italians per guanyar llibertat de maniobra. Toscano va ordenar als seus artillers que es quedessin; potser sabia que els destructors aliats estaven a la popa dels seus vaixells i volia evitar presentar-los la seva popa perquè les seves torretes de popa estaven obstruïdes pels barrils de combustible.

### Víctimes
Després d'una breu trobada amb l'Isaac Sweers, el Cigno va rescatar prop de 500 supervivents; d'altres van arribar a la costa i 145 homes més van ser salvats més tard pels vaixells MAS italians (els anomenats "torpeders a motor pels britànics). Els italians van patir la mort de més de 900 homes.